# 村松宏昭
村松 宏昭（むらまつ ひろあき、1964年12月27日 - ）は日本のギタリスト・作曲家・音響監督。
OWT.Music （アウト・ミュージック）代表。静岡県浜松市出身。中央大学文学部卒。
原田真二の熱狂的ファンである事をインタビューでも公言している。

## ディスコグラフィー

### ギタリスト参加作品
- 「同級生2」　オリジナルサウンドトラック　2枚組（テーマソング/　Vo:寺尾友美)
- 「パワードール」　オリジナルサウンドトラック
- 「パワードール　オムニ戦記2540　OVA」　CD&Video
- 「あすか120%」　オリジナルサウンドトラック
- 「ケンコー全裸系水泳部 ウミショー」キャラソンCD　No.3 （織塚桃子/生天目仁美）
- 三五美奈子 ライブギタリスト
- 彩音 インストアライブ ギタリスト
- 氷青 インストアライブ ギタリスト

### 楽曲提供
- 「転生學園月光録」オリジナルキャラクターズ Vol.2（「Just do it,to the right」）
- 「RAMS Live Festival 2007」Reiko Abe & Mami Miyoshi「ひとりじゃない」
- 「放課後は白銀の調べ」　「安部忠義/CV:伊藤健太郎」(「優しさの影」)
- 「ωラビリンス」 「パイのワンダーランド / CV:上間江望)
- 「マープルリトルズ」 主題歌BGM

### 編曲・・BGM
- 「ωラビリンス」 「チクチクハート / CV:小澤麗那)
- ランドセルズ
- 調布市仙川 「仙川音頭」
- 調布市仙川  ゆるキャラハーモニー君Song 「ハーモニー」
- ZX ドラマCD全曲 (50曲)
- ひぐらしの鳴く頃に ドラマCD BGM
- うみねこの鳴く頃に ドラマCD BGM
- ピュアリーモンスター ドラマCD BGM
- Re;ステージ ドラマCD BGM
- 「蒼き鋼のアルペジオ」劇中劇 「ハイソニック ミクちゃん」

### 音響監督

#### 2006年
- PS2ゲーム「オフィスラブ事件慕」
- ドラマCD　「工画堂スタジオ夏の怪談'2006」
- ドラマCD 「ブルーブラスター　Sound Field Pack」
- PS2ゲーム「Quartett!（カルテット）」
- PS2ゲーム「CLANNAD」
- PCゲーム「ガジェット・トライアル」
- CDドラマ「パレドゥレーヌ」
- PCゲーム「桜坂一丁目一番地」
- CDドラマ「ブルーフロウ」
- インターネットドラマ「リヴィエラ」
- CDドラマ「リヴィエラ」
- PS2「パレドゥロワイヤル」
- ドラマCD「パレドゥレーヌ Platinum Disc "Rosso"」
- ドラマCD「パレドゥレーヌ Platinum Disc "Blu"」

#### 2007年
- CDドラマ「転生学園月光録」
- シングルCD「転生学園月光録」　キャラソン 02結崎亮（鈴村健一）楽曲提供（「Just do it,to the right」）
- シングルCD「青空のファンタジア」（村田あゆみ）
- ドラマCD「この青空に約束を―」
- PCゲーム「ジオテイル」
- シングルCD「1.2.3 Sweet Summer」（村田あゆみ）
- シングルCD「この青空に約束を―」キャラソンCD　No.1 （こおろぎさとみ）
- シングルCD「この青空に約束を―」キャラソンCD　No.2 （森沢芙美）
- シングルCD「この青空に約束を―」キャラソンCD　No.3 （折笠愛）
- シングルCD「この青空に約束を―」キャラソンCD　No.4 （中田順子）
- シングルCD「この青空に約束を―」キャラソンCD　No.5 （ひと美）
- シングルCD「この青空に約束を―」キャラソンCD　No.6 （名塚佳織）
- CD「燃えろ ジャレコ オーディオコレクション」
- PS2ゲーム「Myself; Yourself」
- PS2ゲーム「ケンコー全裸系水泳部 ウミショー」
- シングルCD「ウミショー」キャラソンCD　No.1　（豊崎愛生）
- シングルCD「ウミショー」キャラソンCD　No.2　（福井裕佳梨）
- シングルCD「ウミショー」キャラソンCD　No.3　（生天目仁美）
- シングルCD「ウミショー」キャラソンCD　No.4　（新谷良子）
- シングルCD「ウミショー」キャラソンCD　No.5　（清水愛）
- シングルCD「ウミショー」キャラソンCD　No.6　（矢作紗友里）
- シングルCD「QUE」　キャラソンCD　No.1～6
- ドラマCD「世界樹の迷宮」
- PCゲーム「プリズム・アーク 〜プリズム・ハート エピソード2〜」
- シングルCD「プリズム・アーク」キャラソンCDドラマ　No.1-8
- シングルCD「ナイトウィザード」キャラソンCD　No.1　（CV:宮崎羽衣）音響監督・ドラマ編集
- シングルCD「ナイトウィザード」キャラソンCD　No.2　（CV:佐藤利奈）音響監督・ドラマ編集
- シングルCD「ナイトウィザード」キャラソンCD　No.3　（CV:小暮英麻）音響監督・ドラマ編集
- シングルCD「ナイトウィザード」キャラソンCD　No.4　（CV:後藤邑子）音響監督・ドラマ編集
- シングルCD「ナイトウィザード」キャラソンCD　No.5　（CV:柚木涼香）音響監督・ドラマ編集
- シングルCD「ナイトウィザード」キャラソンCD　No.6　（CV:小林ゆう）音響監督・ドラマ編集

#### 2008年
- PCゲーム　「メモリーズ・オフ 6」
- PCゲーム　｢CHAOS;HEAD」
- PS2　ゲーム　｢かのこん」
- PS2　ゲーム　｢11 Eyes」
- PS2　ゲーム　｢ARIA The ORIGINATION ～蒼い惑星のエルシエロ～」
- シングルCD　｢11 Eyes｣
- シングルCD　ファミソン8BIT☆アイドルマスター01 [高槻やよい/双海亜美・真美]
- シングルCD　ファミソン8BIT☆アイドルマスター02 [天海春香/星井美希]
- シングルCD　ファミソン8BIT☆アイドルマスター03 [三浦あずさ/秋月律子]
- シングルCD　ファミソン8BIT☆アイドルマスター04 [菊地真/萩原雪歩]
- シングルCD　ファミソン8BIT☆アイドルマスター05 [如月千早/水瀬伊織]
- PCゲーム「暁のアマネカと蒼い巨神」
- シングルCD 「モノクローム・ファクター」
- PS2　ゲーム　「ユア・メモリーズ・オフ」
- シングルCD　「放課後は白銀の調べ」　「兵藤十馬/CV:谷山紀章」
- シングルCD　「放課後は白銀の調べ」　「和泉悠斗/CV:柿原徹也」
- シングルCD　「放課後は白銀の調べ」　「御代天也/CV:檜山修之」
- シングルCD　「放課後は白銀の調べ」　「葛葉　 漣/CV:宮田幸季」
- シングルCD　「放課後は白銀の調べ」　「安部忠義/CV:伊藤健太郎」
- CD 「Lの季節」
- DS「ひぐらしのなく頃に2」 本編・ドラマCD 　音響監督・ドラマ編集
- DS「赤い糸」 本編・ドラマCD 音響監督・ドラマ編集

#### 2009年
- TVアニメ 「にゃんこい」主題歌 「にゃんだふる」 Making DVD 編集
- TVアニメ 「にゃんこい」 エンディング 「Strawberry」 Making DVD 編集
- XBox 「の〜ふぇいと!」 本編　音響監督
- DS 「ひぐらしのなく頃に3」 本編&ドラマCD　音響監督
- DS 「ひぐらしのなく頃に4」  本編&ドラマCD　音響監督
- PSP  ｢ひぐらしのなく頃に　 デイブレイク1.5」 音響監督
- PS2  ｢ひぐらしのなく頃に　 パチスロシミュレーター」 音響監督
- PS2  ｢セキレイ」  本編&ドラマCD　音響監督
- ドラマCD  ｢アイテム・ゲッター」 編集
- PS2/PSP　｢大正野球娘。」 音声編集
- PS2   ｢ルシアンビーズ」 音声編集
- PS2 ｢はぴとら」 音響監督
- PS2  ｢セキレイ」 収録&編集　音響監督
- ドラマCD  ｢11Eyes」  収録&編集　音響監督
- PS2ゲーム  ｢ Myself ; Yourself」 音響監督
- CD　｢かのこん　えすいー」「曇りのち晴れ/CV:喜多村英梨」
- CD　TVアニメ ｢まかでみWAっしょい」「M-O-E-S〜K-S-Kする衝動/CV:寺島拓篤・諏訪部順一・檜山修之」
- CD　TVアニメ ｢まかでみWAっしょい」「奇跡の降る夜〜/CV:伊瀬茉莉也・宮崎羽衣・福井裕佳梨」

#### 2010年
- 榊原ゆい　ソロアルバム　「YOU♡I」（PV「Eternal Snow」Making DVD）　撮影・編集
- PS2 「ルシアンビーズ」キャラクターCD 4枚　ディレクター
- DS 「ひぐらしの鳴く頃に　絆」特典ドラマCD　音響監督・ドラマ編集
- DS   「うみねこのなく頃に」 音響監督
- PS2 「ルシアンビーズ」キャラクターCD
- DS   「ひぐらしのなく頃に　 絆」特典ドラマCD 　音響監督・ドラマ編集
- ドラマCD 「うたのプリンスさま」音響監督・ドラマ編集
- PS3  「うみねこの鳴く頃に　～魔女と推理の輪舞曲～」音響監督・音声編集
- XBox「うみねこの鳴く頃に　黄金夢想曲」格闘ゲーム 　音響監督・音声編集
- PSP  「うみねこのなく頃にPortable 1」　音響監督・音声編集
- PSP  「うみねこのなく頃にPortable 2」　音響監督・音声編集
- 今井麻美「コープスパーティ」 OP「シャングリラ」(PV Making DVD)
- 今井麻美「白銀のカルと蒼空の女王」OP 「Horizon」(PV Making DVD)
- 彩音「Live at Shibuya AX」(オープニング映像) 制作・撮影・編集
- 「うたの☆プリンスさまっ♪」 音響監督・音声編集
- 「俺の彼女は人でなし」 音響監督・音声編集
- ナムコナンジャタウン　「コープスパーティ」地獄便所　Vol.1,2,3 ドラマ編集

#### 2011年
- PC ゲーム『SISTERS 〜夏の最後の日〜』　音響効果
- iphone 「桃色対戦ぱいろん」　音響監督・編集
- PS3  「うみねこのなく頃に散　～真実と幻想の夜想曲～」音響監督
- XBox「うみねこの鳴く頃に　黄金夢想曲2」格闘ゲーム
- アーケード  「赤い刀」ドラマCD
- 彩音  「Live Tour 2011」コンサート用映像・CM・販促用映像制作
- DVD   彩音「Crest of Knights」 Making DVD　HD編集
- DVD   今井麻美 「花の咲く場所」　Making DVD　HD編集
- DVD   今井麻美 「Aroma of happiness」　Making DVD　HD編集
- DVD   今井麻美 「今井麻美のSinger Song Gamer Super Bonus Stage」DV編集
- ナムコナンジャタウン　「コープスパーティ」地獄便所　音響監督
- PC    「ダイヤミック・デイズ」
- PC    「ネプテューヌmk2」
- PSP  「快盗天使ツインエンジェル～時とセカイの迷宮～ドラマCD」 音響監督
- PC    「モノクローム・ファクター ドラマCD」 音響監督
- CD    「空色パンデミック　ドラマCD」
- CD    「エスプガルーダ　ドラマCD」

#### 2012年
- iphone 「桃色対戦ぱいろん」　音響監督・編集
- PS3  「神次元Game ネプテューヌV」音響監督・編集
- PSP  「DUNAMIS15」
- ナムコナンジャタウン　「コープスパーティ」地獄便所　Vol.7,8,9
- 津田健次郎 256　WEB CM
- ツインエンジェル
- CRラブ譲
- DIABLIK LOVERS
- Mystic
- うみねこ格闘
- トリックスター
- ファントムブレイカー
- 百神
- 萌たま
- 恋愛0km

#### 2013年
- C9
- GREE 小野D CM
- SUN
- アラド戦記
- サウザンドメモリーズ
- サシノミ
- ちびデビ
- デビルハンターズ
- バビロン
- ファントムブレイカー　Extra
- ローゼンメイデン
- やはり俺の青春ラブコメは間違っている (俺ガイル)
- 花咲くまにまに
- 解放少女
- 幻獣神話 アルディナ
- 新撰組

#### 2014年
- 82Hブロッサム
- バレットガールズ
- アラド戦記
- 三森すずこ　シングルCD ドラマパート
- 黒子スタイル「剣の舞」
- CR人造人間キカイダー
- ゙ニッシュメント・デイ
- KICK・medal
- 麻雀「ヴィーナスバトル」
- TERA　2014
- サシノミ2
- 相棒は英国男子
- カオスチャイルド ドラマCD
- ウチパズ7
- アラド戦記  内田真礼
- プリンセス・クローゼット
- 神様のカレイドスコープ
- プリンスメモリーズ
- スーパーヒロイン学園
- SUN
- G-Tune　ハイレゾ音声収録
- 戦国SAKURA騒動記
- Comico　ラジオCM
- うみにん
- ぎゃるがん ラジオドラマ
- ぎゃるがん_CM
- せかい☆セイフク
- チョコットランド
- ひぐらしの鳴くころに 2014
- プリンセス・クローゼット
- ポケットランド
- マジカ★マジカ
- ミステリートF
- 英国男子
- 内田彩 CMナレ録
- 流線エンカウンター
- 料理パズル

#### 2015年
- 星彼Days
- 艶が～る
- ハヴァナクシア
- TERA 2015
- メテオラピス
- しんけん
- SILVER
- フレンドラ
- B-PROJECT ドラマCD
- プラマイウォーズ
- イタミツ
- サウザンドメモリーズ2
- 戦国サクラ2
- バレットガールズ2
- アラド戦記3
- ぎゃる☆がん2
- マジカルディアーズ
- ひぐらしの鳴くころに Webドラマ
- CRスバイダーマン
- Vanishmnet day
- 黒蝶のサイケデリカ
- Clash of Kings
- ωラビリンス
- ＺＸ　ボイスカードタイマー（内田真礼）
- 星彼Days2
- 東京ハーレム
- サッカースピリッツ (韓国アプリ)
- 脳活 主婦の友インフォス情報社
- シュタインズゲート　ドラマCD
- 時空弦闘
- 宅配彼氏2
- きんとうか
- ぎゃるがん カードゲーム
- バリアントヒーローズ
- 戦国サクラ２
- Love ing
- ZX ドラマCD1〜6
- サシノミ
- 桃色大戦ぱいろん
- ミステリート
- 童話被害者の会
- 白衣性愛情依存症

#### 2016年
- ZX ドラマCD #7〜10
- シュタインズゲート　ドラマCD2
- 星彼Days3
- 宅配彼氏3
- B-PROJECT_DORAMA CD_KilaKin編
- TERA（デュリオン）
- 平成新宿八犬伝
- スロット 翠星のガルガンティア
- Sammy イース
- バリアントヒーローズ
- 京都アドベンチャー
- アイドルデスゲーム
- やはり俺の青春ラブコメは間違っている2 (俺ガイル)
- CR春夏秋冬 そよみこ
- VIIDOG CODE
- ゾンビ・ハイスクールガールズ
- フレンドラ 海賊ドラコ
- ドラゴンシューター
- 彗星のアルナディア
- BlackRose
- TERA
- サウザンドメモリー
- Sammy_みどりちゃん
- 君の声で始まる未来
- The 管理人
- SILVER
- TUTTI FRUTTI
- ツインエンジェル
- ωラビリンスZ
- マーブルリトルズ
- ユバの徴
- レジェンヌ

#### 2017年
- 47 HEROINES
- 夢100 (小林裕介 他)
- Re-ステージ!
- TERA 2017
- TUTTI FRUTTI
- ZX ドラマCD #11〜13
- エアリアル・レジェンズ
- BlackRose2
- 茜さすセカイでキミと詠う
- 俺達の世界わ終っている (オレオワ)
- グランマルシェの迷宮
- クリアラスト
- レジェンヌ2
- ツキパラ
- バレットガールズ ファンタジア
- マーブルリトルズ　4,5,6
- ユバの徴 (宮内タカユキ・高木ブー・エスパー伊東・倉田てつを・稲川淳二 他)
- ロードオブナイツ
- 化学探偵Mr.キュリー
- 三極ジャスティス
- 超能高校 (中国アプリ)
- 破軍三国志

#### 2018年
- 夢100 (保志総一朗・逢坂良太・木村良平 他)
- 47H
- Glass
- NOeSIS ドラマ -赤い桜の樹-
- オメガラビリンス3
- Re;ステージ
- Sky Forge
- TERA 2018
- 破軍三国志2
- USJ アトラクション
- 茜さすセカイでキミと詠う
- デビルブック
- ハイアップ
- ぱらのいあけ～じ
- ファンタジーアース ジェネシス
- ユバの徴
- ロードオブナイツ2
- ロードオブナイツ イベントワールド
- 英語とクイズのココロセカイ
- 三極ジャスティス
- 破軍三國志
- ZX ドラマCD #14
- ZX シチュエーションCD 「七尾の昼下がり」

#### 2019年
- TERA 2019
- iFree
- Re;ステージ
- ZX ドラマCD #15〜17
- ZX17 ドラマCD Shift
- ZX_シチュエーションCD あずみ (CV:小倉唯)
- 夢100
- 茜さすセカイでキミと詠う
- オレオワ・プラス
- デビルブック2
- ノクシアム
- ハイアップ
- ピュアリーモンスター
- 恋するジュエル・コール
- CUE!

#### 2020年
- ワールズエンドクラブ
- Re;ステージ
- ZX ドラマCD
- CUE!
- ラグナドール

#### 2021年
- ZX ドラマCD 19,20
- Re;ステージ
- ラグナドール
- エコーオブソウル
- りっくじあーす
- 琴崎さん
- CUE!
- 100億円彼氏
- Paiza
- バーティカルライズ
- 子熊先輩
- 超兄貴 CM
- 謎が解けない名探偵

#### 2022年
- Re;ステージ
- ZX ドラマCD (小倉唯・沢城みゆき・松田利冴)
- サッポロビール 「星の見えるBARで」 (主演:小野大輔)
- ラグナドール
- オーバーロード
- TERA
- ポルトミラージュ
- おちゃのこ
- リーグオブエンジェルズ
- エコーオブソウル
- 結城友奈は勇者である
- モンスターハンター 大咆哮かるた
- ミミアロマ

#### 2023年
- Re;ステージ22,23,24
- ラグナドール
- アカセカ (古川慎 他)
- Paiza
- イケわかチャンネル
- 夢100
- コードアキラ (釘宮理恵・原由実・田中理恵 他)
- カスタムメックウォーズ
- ファミコン探偵倶楽部 笑み男 (任天堂) (緒方恵美・速水奨・皆口裕子 他)
- ツキウタ
- ZX ドラマCD ３枚
- アオペラ
- サムライメイデン (主演:夜道雪)
- なならき (主演: 江口拓也)
- ZX 展開発表会 (CV:洲崎綾・園山ひかり)
- ZX ミッドナイトイース
- イケわかチャンネル
- Paiza
- ハンドレッドノート (講談社)
- 声優PC (ファイルーズあい・近藤孝行・市川九團次・ウナギサヤカ・髙橋ミナミ・森川智之 他)
- 声優目覚ましclock (平川大輔・代永翼・三上哲・甲斐田裕子・斎賀みつき・小野友樹・相坂優歌 他)
- 夢100
- みんなで早押しクイズ
- ALIVEドラマ「月花神楽」
- アオペラパーティー2nd
- コードアキラ (アプリ)
- サッポロビール 「星の見えるBARで２」(主演:花守ゆみり・杉田智和・釘宮理恵) 音響監督/編集
- エコーオブソウル
- ONKYO_転生王女と天才令嬢の魔法革命
- MSA生命CM (CV:杉田智和)
- デスペラ SE制作
- シャープ 空気清浄機CM (CV:内田雄馬)

#### 2024年
- Re;ステージ25,26
- ラグナドール(早見沙織・小倉唯・悠木碧・日笠陽子・花守ゆみり・石川由依・ハシヤスメアツコ他)
- ラグナドール  パチンコ・スロット (早見沙織・小倉唯・悠木碧・日笠陽子・花守ゆみり・石川由依 他)
- Paiza
- プリンセッション
- イケわかチャンネル
- 夢100 (鳥海浩輔・子安武人・永塚宅馬 他)
- ZX ドラマCD 23 (阿澄佳奈・桃井はるこ・小林ゆう)
- ハンドレッドノート (講談社) (笠間淳・古川慎・梅田修一郎・田邊幸輔・堀江瞬・岡本信彦・山下大輝・島崎信長 他)
- みんなで早押しクイズ (羊宮妃那)
- イケワカCH
- 茜さすセカイでキミと詠う (梶裕貴 他)
- ZX 展開発表会(洲崎綾・園山ひかり 他)
- おにまい(石原夏織・高野麻里佳) 歌唱ディレクター
- 声優PC (竹内良太・小原莉子・朴璐美・平山笑美・榊原優希・檜山修之・高田憂希・河西健吾・本多真梨子 他)
- 声優目覚ましclock (上田瞳・深町寿成・小原莉子・大塚芳忠・駒田航・濱健人・真田アサミ・ 三上哲・山路和弘  他)
- ファミリーマート 店内CM  おまレン (梶裕貴)

#### 2025年
- Re:ステージ！27,28